# 奚熙
奚熙（《三国志·吴书·孙皓传》记载为奚熈，？—274年），曾任东吴中书郎、临海太守。

## 生平
建衡元年（269年），陆凯患病，孙皓派遣中书令董朝问陆凯还有什么要说的，陆凯表示何定和奚熙这两人不值得重用。
凤皇元年（272年），奚熙诬陷宛陵令贺惠（东吴名将贺齐之孙、中书令贺邵之弟），并诬陷孙皓派遣的使者徐粲。
凤皇三年（274年），奚熙致信会稽太守郭诞，非议国政。郭诞举报奚熙，但没有言及孙奋当为天子的谣言，郭诞被送建安作船。孙皓派遣何植收捕奚熙，奚熙发兵拒捕并断绝海路，被部下杀死、传首建邺并夷三族。